# Ширасимон
Ширасимон (фр. Chirassimont) насеље је и општина у источној Француској у региону Рона-Алпи, у департману Лоара која припада префектури Роан.
По подацима из 2011. године у општини је живело 379 становника, а густина насељености је износила 35,45 становника/km². Општина се простире на површини од 10,69 km². Налази се на средњој надморској висини од 540 метара (максималној 764 m, а минималној 469 m).

## Демографија
| 1962. | 1968. | 1975. | 1982. | 1990. | 1999. | 2011. |
| ----- | ----- | ----- | ----- | ----- | ----- | ----- |
| 513   | 581   | 516   | 417   | 409   | 364   | 379   |

График промене броја становника у току последњих година